# Lasionycta coracina
Lasionycta coracina es una especie de mariposa nocturna de la familia Noctuidae. Vive en las montañas Richardson en el norte de Yukón, en los adyacentes Territorios del Noroeste, y en el cabo Thompson, en el mar de Chukotka, en el noroeste de Alaska. El hábitat en las montañas de Richardson es escasa vegetación, con tundras y lomas de grava, con algunos trazos de Dryas.
Los adultos se alimentan de especies de Saxifraga. Las polillas son diurnas, más activas en la tarde y en días nublados.
La envergadura es de 23-30 mm para los machos y de 24-31 mm para las hembras. Los adultos vuelan desde finales de junio hasta principios de agosto.